# راي إيفانز
راي إيفانز (بالإنجليزية: Ray Evans)‏ (20 سبتمبر 1949 في المملكة المتحدة - ) هو لاعب كرة قدم بريطاني في مركز الدفاع. لعب مع توتنهام هوتسبير وستوك سيتي ونادي فولهام ونادي ميلوول وكاليفورنيا سيرف ‏ وسانت لويس ستارز وSeattle Storm (soccer) ‏ وTacoma Stars (1983–1992) ‏ وسياتل ساوندرز.

## وصلات خارجية
- راي إيفانز على موقع قاعدة بيانات كرة القدم.إي يو (الإنجليزية)